# Долішній Главанак
Долішній Главана́к (болг. Долни Главанак) — село в Хасковській області Болгарії. Входить до складу общини Маджарово.

## Населення
За даними перепису населення 2011 року у селі проживали 162 особи.
Національний склад населення села:
| Національність   | Кількість осіб | Відсоток |
| ---------------- | -------------- | -------- |
| турки            | 117            | 73,6%    |
| болгари          | 20             | 12,6%    |
| цигани           | 20             | 12,6%    |
| Всього відповіли | 159            |          |

Розподіл населення за віком у 2011 році:
Динаміка населення: